# Nikolaj Muravjov (1768–1840)
Nikolaj Nikolajevitj Muravjov (ryska: Николай Николаевич Муравьёв), född 15 september 1768 i Riga, död 20 augusti 1840 i Moskva, var en rysk militär. Han var far till Aleksandr Muravjov, Nikolaj Muravjov-Karsskij, Michail Muravjov-Vilenskij och Andrej Muravjov.
Muravjov anställdes 1788 vid flottan, deltog i kriget mot Sverige 1788–90 och råkade därvid 1790 i svensk fångenskap, frigavs efter freden i Värälä samma år, var därefter en tid befälhavare på tsarinnan Katarina II:s lustjakt, övergick 1796 till lantarmén som överstelöjtnant och inrättade 1797 på ett gods invid Moskva en enskild krigshögskola för utbildning av stabsofficerare. 
I fälttågen mot fransmännen 1812–14 deltog Muravjov som greve Pjotr Tolstojs stabschef med utmärkelse, bland annat vid Hamburgs belägring, befordrades till generalmajor och återvände sedan till sin krigshögskola, som han ledde till 1823 (den benämndes sedan 1816 "kejserlig akademi").